# Soliperla salish
Soliperla salish is een steenvlieg uit de familie Peltoperlidae. De wetenschappelijke naam van de soort is voor het eerst geldig gepubliceerd in 2004 door Stark & Gustafson.